# Руско просвещение
Руското просвещение е културно движение, част от общоевропейското Просвещение, което се развива в Русия главно през втората половина на 18 век, когато императорската власт и управление активно насърчават развитието на науката и изкуствата. Свързва се непосредствено с управлението на императрица Екатерина Велика, която се увличала по френския класицизъм и енциклопедизъм.
По това време са създадени първите руски университети, библиотеки, театри, музеи и преса.

Руското просвещение е резултат от т.нар. просветен абсолютизъм, характерен за Прусия. То не е изолирано явление от общоевропейския феномен, но притежава някои специфики, като изключителната държавна егида и подкрепа, която получава под формата на насърчение, но не с либерален уклон, а напротив – с абсолютистки – за разлика от Просвещението във Франция. Въстанието на Емелян Пугачов и Френската революция са от ключово значение за развитието на просветителския процес в Руската империя, в която до първата четвърт на 19 век за понятието „просвещение“ се употребява като негов синоним – лексемата „култура“. 
За спецификата на руското просвещение влияние оказват съществуването на  крепостничество в империята, както и предхождащите го реформи на Петър I.
Достижения на епохата на руското просвещение са:
1. основаването на Московския университет – 1755 г.;
2. изграждането на Зимния дворец – 1762 г.;
3. възникването на колекцията, дала началото на Ермитажа – 1764 г.;
4. учредяването на Руска академия – 1783 г.;
5. създаването на Руска национална библиотека – 1795 г.